# ベンチャーリパブリック
株式会社ベンチャーリパブリック(英: Venture Republic Inc.)は、東京都港区に本社を置き、『トラベルjp』や『Hotel.jp』等の比較サイトを運営する日本の企業。

## 概要
2001年1月(旧)株式会社ベンチャーリパブリックを設立。同年8月価格比較サイト「パソconeco」(現名称「coneco.net」)のサービス開始(現在は、オセニック株式会社(ヤフー株式会社100％子会社)が運営)。
その後、旅行比較サイトの「Travel.co.jp」(現名称「Travel.jp」)の運営やホテル・宿選びのクチコミサイト「Hotel.jp」、格安航空券比較サイトやファッション・コスメ等の様々な比較サイトを開設・運営を行い、2008年8月には大阪証券取引所ヘラクレス(現JASDAQ)に上場。
2012年8月7日付で、MBO実施により、上場廃止。同年10月には、株式会社Kアソシエイツを存続会社として、(旧)株式会社ベンチャーリパブリックと合併、商号を株式会社ベンチャーリパブリックに変更。
2013年8月には、会社分割により(新)株式会社ベンチャーリパブリックを設立、現在はLINEの出資企業として「トラベルjp」「Hotel.jp」等の比較サイトの運営を行っている。

## 沿革
- 2001年1月 - 東京都港区南青山に設立。
- 2001年3月 - ベスタグ株式会社の第三者割当増資を受け子会社化。
- 2001年6月 - 『Travel.co.jp』を運営するトラベル・シーオージェーピー株式会社の第三者割当増資を受け子会社化。
- 2002年3月 - 東京都港区西麻布に本社移転。
- 2005年6月 - 株式交換によりベスタグ株式会社を100%子会社化。
- 2005年8月 - 株式交換によりトラベル・シーオージェーピー株式会社を100%子会社化。
- 2007年1月 - 子会社ベスタグ株式会社、トラベル・シーオージェーピー株式会社を吸収合併。
- 2008年8月 - 大阪証券取引所ヘラクレス(現JASDAQ)に上場。
- 2012年8月 - MBO実施により、大阪証券取引所JASDAQ(グロース)上場廃止。
- 2012年10月 - 株式会社Kアソシエイツを存続会社として、株式会社ベンチャーリパブリックと合併。株式会社Kアソシエイツが株式会社ベンチャーリパブリックに商号変更。
- 2013年8月 - トラベル事業及び管理部門を承継させる会社分割により、(新)株式会社ベンチャーリパブリックを設立。
- 2018年7月 - LINEとの資本・業務提携を発表し、LINEがベンチャーリパブリックへの34%の出資および取締役3名と監査役1名の派遣を実施[6]。

## 主なサービス
- トラベルjp (格安航空券、パックツアーを同時に比較できる旅行情報サイト)
- Hotel.jp (ホテル・宿選びの口コミ情報サイト)